# ناحیه التحیتا
ناحیهٔ التحیتا (به عربی: مدیریة التحیتا) یک ناحیه در یمن است که در استان حدیده واقع شده‌است. ناحیهٔ التحیتا ۶۷٬۶۶۰ نفر جمعیت دارد.